# Никола Мирков
Никола Мирков (Нови Сад, 13. мај 1890 — Цирих, 23. јул 1957) био је инжењер и идејни творац хидросистема Дунав—Тиса—Дунав.

## Биографија
Никола Мирков рођен је 13. маја 1890. године у Кисачкој улици број 4 у Новом Саду. Отац му је био обућар, болешљив човек који није био у стању да школује децу, а Никола Мирков је много волео школу и као талентован дечак и младић, жудећи за науком успео је да се сам сопственим трудом школује. Српску велику гимназију у Новом Саду завршио је 1908. године са одличним успехом. Након што је завршио техничку школу у Бечу, упутио се у Будимпешту на студије, где је 1913. и завршио технички факултет. Био је питомац Текелијанума. Након што је стекао диплому у иностранству, вратио се у Војводину.
Прво радно место било му је у приватној инжењерској канцеларији Ђорђа Живковића у Тителу. Мобилисан је 1915. у Аустроугарску војску, али је из здравствених разлога отпуштен. До краја рата радио је у водној задрузи у Тителу.
У Нови Сад се вратио 1918. године. Ту је дуго био шеф Хидротехничког одељка и један од иницијатора оснивања Централног одбора водних задруга. Када је 1929. дао оставку на државну службу, запослио се у фирми Инжењеринг, коју су водили грађевински инжењери Данило Каћански и Дака Поповић. Пројектовао је одбрамбени насип код Ратног острва на Дунаву са пратећим објектима и био непосредно ангажован у његовој изградњи (1929-34). Активно је учествовао у решавању комуналних проблема Новог Сада, а његове идеје препознатљиве су при изградњи водовода и канализације, решавању Hовосадског железничког чвора и моста на Дунаву, пристаништа, Hовосадског јодног купатила и др. Обилазио је, често и пешице, обале река, речица и канала. Изучавао је мочваре, плављено земљиште, лековите воде и токове река. Систематски је бележио запажања, а имао је стрпљења да по неколико сати слуша и мишљење чувара насипа о ћудима воде. Често је по читаве ноћи проводио у радним просторијама.
Сарађујући са др Гедеоном Дунђерским, који је до своје смрти био председник Централног одбора водних задруга (1920-38), имао је прилике да се упозна са његовим синовима, који су га на почетку мађарске окупације позвали да се пресели на њихово имање у Чибу (Челарево). После рације 1942. користећи се двовласничком легитимацијом, јер је имао винограде у Карловцима, склонио се тамо, а пред претњом усташке рације, прешао је у Земун, где је живео од закупа винограда и спољне сарадње са Водном задругом. Оронулог здравља, лечен је у санаторијуму у Београду.
Још пре потпуног ослобођења Војводине, у јануару 1945. године, инжењер Мирков је био један од организатора првог омладинског течаја за одбрану од поплава. Тим поводом је штампана и књижица "Војвођанска омладина у служби одбране од поплаве", са мотоом: "Ватра и вода су добре слуге, а зли господари“.
После ослобођења је добио службу у Савезу водних заједница, у Милетићевој улици број 4 у Новом Саду. Како се није женио, најпре је живео са породицом свога брата Ђорђа. 1947. године власти су му омогућиле удобан смештај у старом хотелу "Парк“.
Учествовао је на Мировној конференцији у Паризу, где је, као водопривредни стручњак, предлагао решења за граничне водотокове.

## Велики канал Дунав—Тиса—Дунав
Већ октобра 1944. године дата је иницијатива за реорганизацију и проширење делатности водних задруга, коју је Мирков свесрдно подржао. О значају уређења режима вода написао је: 
„Наша јавност мало зна о радовима на уређењу режима вода у Војводини и није свесна да наше благостање, наша материјална и духовна култура извиру из огромних радова на уређењу вода и сталне борбе са водама. У нашој широкој јавности влада схватање да је то благостање природа пружила човеку, а не зна се да је ову земљу човек истрајним радом отео од природе. Не зна се да стотине и стотине километара моћних насипа прече улазак речних вода у наша поља, да хиљаде и хиљаде километара канала и стотинак црпних станица онемогућују  замочваривање земљишта. Несрећа би била за Војводину и целу нашу земљу, ако бисмо дозволили да се то схватање укорени. Ми морамо искористити сваку прилику и сва средства и све путеве да упознамо не само руководеће кругове и нашу администрацију, него и најшире слојеве народа са основном истином: да једино сталним и истрајним радом и напорима можемо одржати и развијати наше водно газдинство које нам носи благостање.“
 Он се заложио да се мобилишу сви хидротехнички стручњаци у циљу што успешнијег уређења режима вода у Војводини. Тако су током 1945. и 1946. године одржани бројни састанци. Захтевао је да увек буду претходно припремљени, те да се за сваки уради одговарајући стручни материјал (студије, уздужни и попречни профили, оријентациони предмери и предрачуни).
Никола Мирков је 1947. године изложио идеју о градњи хидросистема Дунав—Тиса—Дунав која је настала као плод широкодосежног изучавања режима вода у Војводини. О њој је, најпре, информисана Народна скупштина АП Војводине приликом мајског заседања. Скупштину је обавестио народни посланик Алимпије Поповић, на основу података добијених директно од Миркова. Народна скупштина Републике Србије је прихватила ову идеју на заседању 20. јуна 1947. године и унела у свој "Петогодишњи план развитка народне привреде у НРС у годинама 1947-1951". За реализацију усвојеног подухвата предвиђено је тадашњих 4,5 милијарди динара. Пошто је идејни концепт инжењера Миркова прихваћен, већ 5. септембра 1947. уредбом Владе НР Србије основана је "Дирекција за изградњу Великог канала Дунав-Тиса-Дунав" при Главној управи вода Министарства пољопривреде НР Србије. Дирекција је имала задатак да у непуних пет година реализује усвојену концепцију.
Децембра 1947. године, сарадњом стручњака Дирекције и инжењера Миркова, израђен је "Основни пројекат Великог канала Дунав-Тиса-Дунав“. Почетком 1948. године почела је израда Генералног пројекта ДТД. Носиоци овог рада су били инжењери Дирекције Жарко Шупут, Димитрије Милованов и Миленко Радонић. Никола Мирков је инсистирао да се што пре започне са радовима на терену, који би се изводили паралелно са истраживачким и пројектним активностима.
У време резолуције Информбироа и блокаде Југославије, настале су велике тешкоће и, тек започети радови на изградњи Канала, привремено су прекинути. Али већ 1952. године после катастрофалне суше (1950—1952), инжењер Мирков поново покреће акцију да се радови наставе. Своју замисао да се Велики канал ДТД изграђује својим властитим снагама разрадио је у идејној студији "Канал Дунав-Тиса-Дунав у самоизградњи - Изградња и упоредна експлоатација канала Дунав-Тиса-Дунав" завршеној јануара 1953. године. Принцип самоизградње базирао је на користи коју иригациони системи могу да пруже. Из тих разлога предлагао је да изградња Канала ДТД треба да почне оспособљавањем и искоришћавањем старих бачких канала. Тако је почела изградња поља за наводњавање дуж постојећег канала Бездан-Бечеј.
Пратећи стручну литературу стално је био у току са актуелностима у хидроградњи. Залагао се да најновија достигнућа буду примењена и у Војводини. За заливне системе предложио је подземне бетонске цевоводе, као у Калифорнији и техничку сарадњу са Италијом и Француском која је имала значајна искуства у изградњи и експлоатацији иригационих система у Алжиру и Тунису. Размишљао је о могућностима међународног финансирања Канала ДТД, па је крајем 1955. године препоручио да се ДТД укључи у рад групе експерата која је проучавала моделе финансирања привредног развоја јужне Европе (Југославија, Италија, Грчка и Турска).
Тако је рад на плану за градњу трајао читаву деценију, док је сам хидросистем грађен од 1957. до 1977. године, да би се окончао пуштањем у рад бране на Тиси 1977. године.
Никола Мирков није дочекао да види завршетак радова на свом највећем пројекту, хидросистему Дунав—Тиса—Дунав. Преминуо је 23. јула 1957. године у Цириху. Уз сагласност породице Мирков, тело му је кремирано, a урну је у југословенској Амбасади преузела новосадска депутација. Урна с пепелом пренета је посмртним колима кроз главне улице града до Алмашког гробља, где је похрањена 3. августа 1957. године. To је био први случај да су посмртни остаци кремираног грађанина Новог Сада свечано пронети улицама града ради сахране.
Инжењер Никола Мирков је био један од најистакнутијих водопривредних стручњака у Југославији и свету и један од најбољих познавалаца режима вода Карпатско-панонског басена и Војводине. Говорио је мало и ретко, на ширим састанцима никада. Увек је најпре слушао своје саговорнике. Али, када је, најчешће у веома уском кругу говорио, био је веома убедљив. Општим познавањем проблема, свестраним енциклопедијским образовањем, те мирним и сталоженим излагањем протканим бројним духовитим запажањима. Најчешће је разговарао само са појединцима, чак и када су у питању њему добро познате особе. Са састанака је желео да има прибелешке, које су му по његовој жељи водили саговорници. Навикавши још од младости да буде сам, живео је изван друштва и без забаве. Није био ожењен. Није пио, пушио нити одлазио у кафане. Такви услови су му стварали мир и повољне услове за рад. Поред склоности ка науци, Никола Мирков је течно говорио француски, немачки, мађарски и енглески језик, познавао је позоришну уметност, сликарство и музику.
У Новом Саду једна улица носи име Николе Миркова.

## Галерија
- Гроб Николе Миркова на Алмашком гробљу у Новом Саду